# The Pinch Hitter (film, 1917)

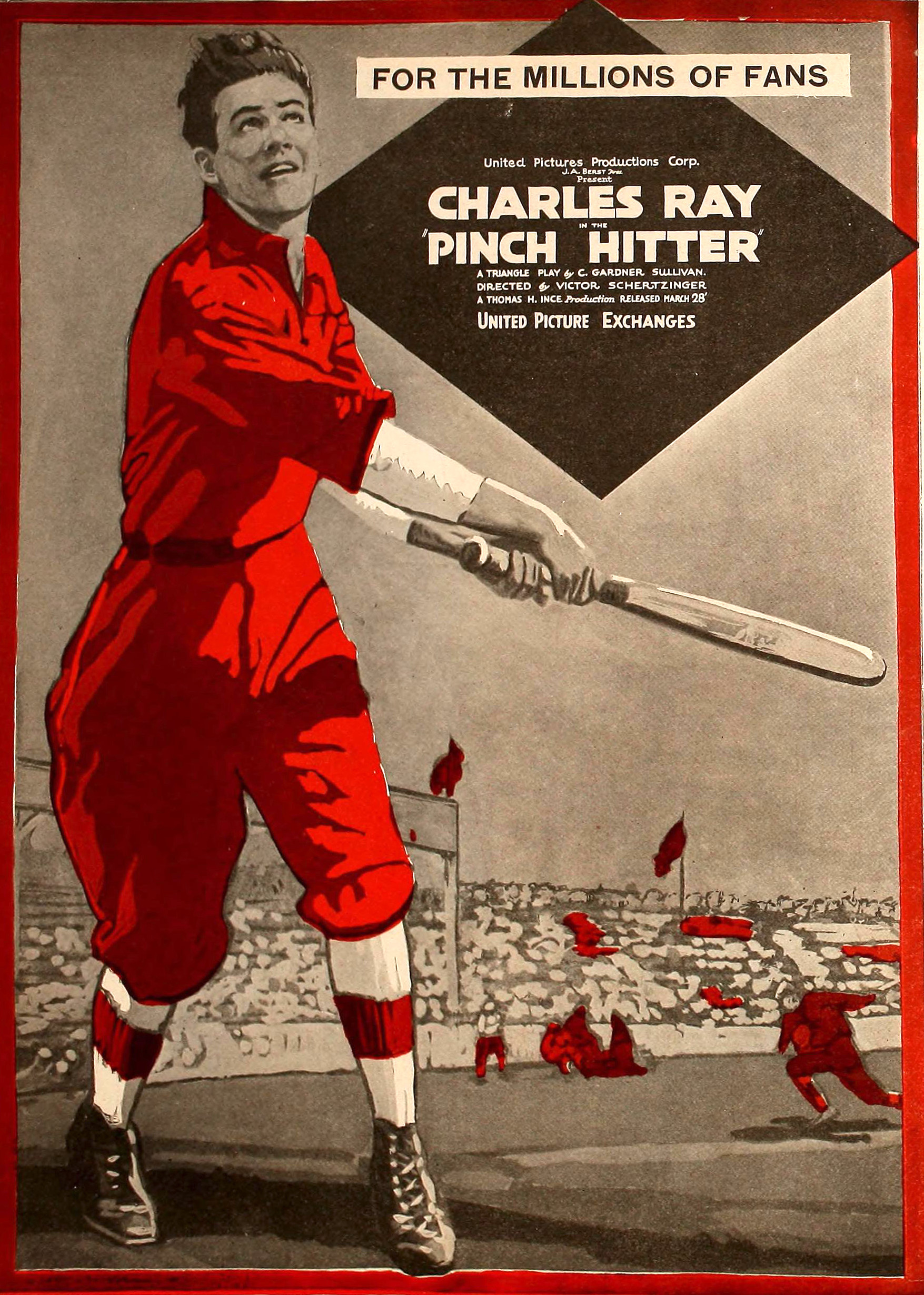
Publicité pour le film

Pour les articles homonymes, voir The Pinch Hitter.
Pour plus de détails, voir Fiche technique et Distribution.
The Pinch Hitter est un film américain réalisé par Victor Schertzinger, sorti en 1917.

## Fiche technique
- Réalisation :  Victor Schertzinger
- Scénario : C. Gardner Sullivan
- Photographie : Paul Eagler
- Distributeur : Triangle Film Corporation
- Genre : Comédie[1]
- Durée : 5 bobines
- Date de sortie : 29 avril 1917

## Distribution
- Charles Ray : Joel Parker
- Sylvia Breamer : Abbie Nettleton
- Joseph J. Dowling : Obediah Parker
- Jerome Storm : Jimmie Slater
- Darrel Foss : Alexis Thompson
- Louis Durham : Coach Nolan